# Gare de Ciry-le-Noble
Ne doit pas être confondu avec Gare de Sin-le-Noble.
La gare de Ciry-le-Noble est une halte ferroviaire, de la ligne du Coteau à Montchanin. Elle est située Rue Benoît Lagrost sur le territoire de la commune de Ciry-le-Noble dans le département de Saône-et-Loire, région Bourgogne-Franche-Comté en France.
Mise en service en 1867 par la Compagnie des chemins de fer de Paris à Lyon et à la Méditerranée (PLM), c'est une halte voyageurs de la Société nationale des chemins de fer français (SNCF).

## Situation ferroviaire
Établie à 269 mètres d'altitude, la gare de Ciry-le-Noble est située au point kilométrique (PK) 85,624 de la ligne du Coteau à Montchanin entre les gares ouvertes de Génelard et de Galuzot.

## Histoire
La gare de Ciry-le-Noble est mise en service le 16 septembre 1867 par la Compagnie des chemins de fer de Paris à Lyon et à la Méditerranée (PLM), lorsqu'elle ouvre à l'exploitation la deuxième section de Montceau-les-Mines à Digoin, de sa « ligne de Chagny à Moulins ».
En 1911, la gare figure dans la Nomenclature des gares stations et haltes du PLM. C'est une gare de la 2e section de la ligne PLM de Roanne à Montchanin, située entre la gare de Génelard et la gare de Montceau-les-Mines. C'est une gare « ouverte au service complet de la grande vitesse, à l'exclusion des chevaux chargés dans des wagons écuries s'ouvrant en bout et des voitures à 4 roues, à deux fonds et à deux banquettes dans l'intérieur, omnibus, diligence, etc. » ; et « ouverte au service complet de la petite vitesse, à l'exclusion des Chevaux chargés... ».

La gare et son environnement au début des années 1900
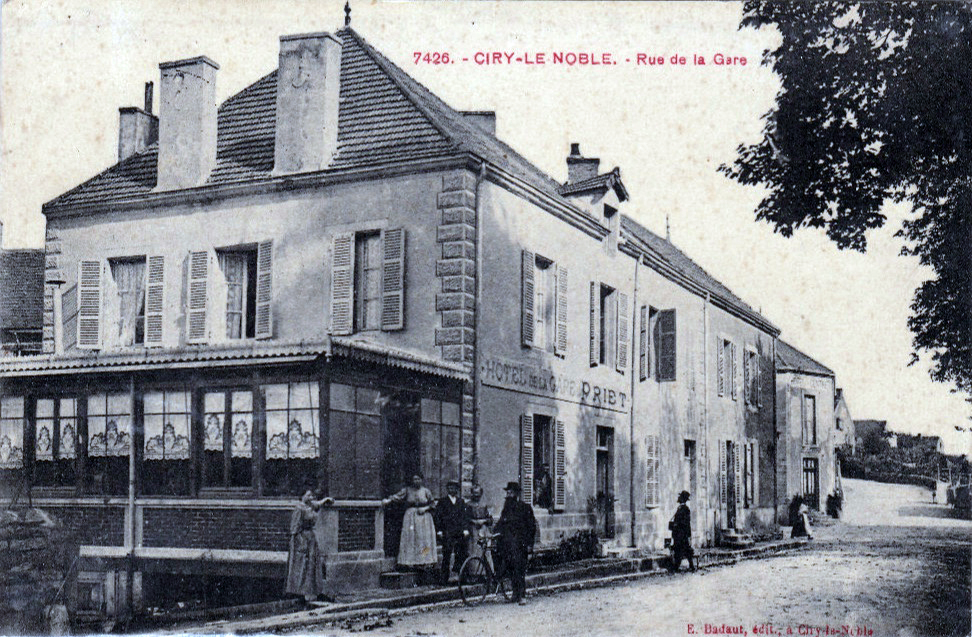
Hotel de la Gare.
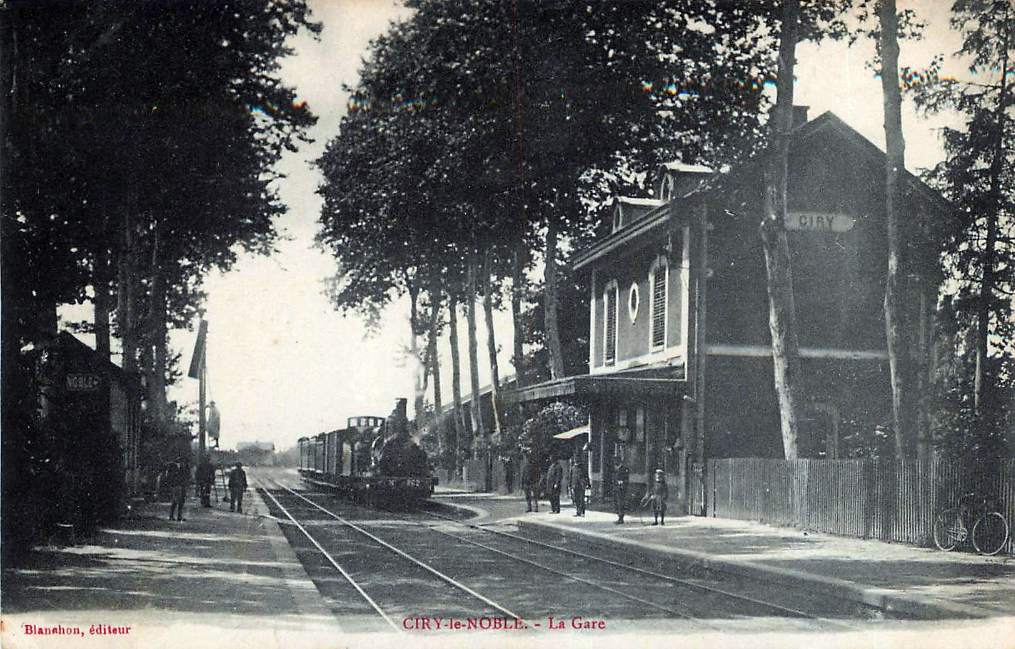
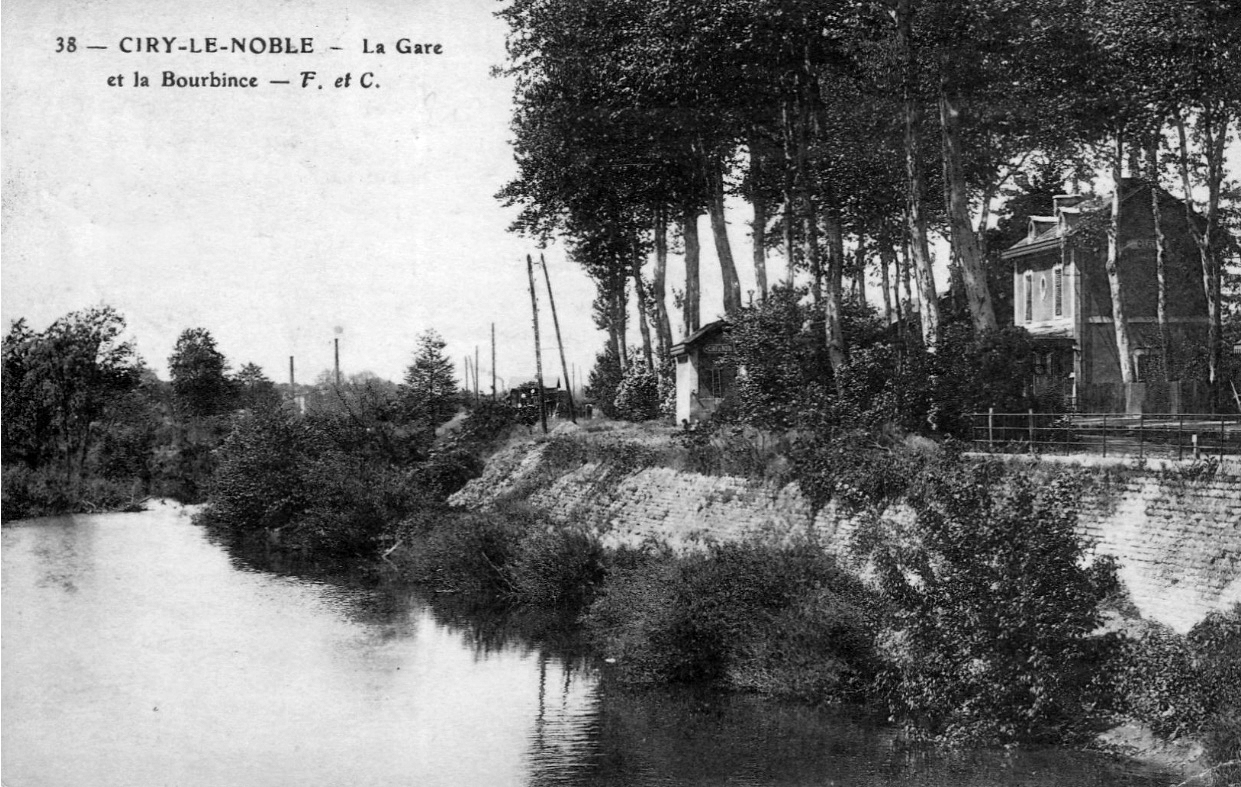

La gare est raccordée en 1920, par un embranchement particulier long de 700 m, à la Briqueterie des Touillards-Vairet-Baudot.
Après la création de la Société nationale des chemins de fer français (SNCF), la ligne prend le nom de ligne du Coteau à Montchanin, n°769000,.

## Service des voyageurs

### Accueil
Halte SNCF, c'est un point d'arrêt non géré (PANG) à entrée libre, qui ne dispose pas d'automate pour l'achat de titres de transports.

### Dessertes
Ciry-le-Noble est desservie par des trains du réseau TER Bourgogne-Franche-Comté qui effectuent les relations :  - Paray-le-Monial et Montchanin (ou Dijon-Ville) - Moulins-sur-Allier,.

### Intermodalité
Un parking pour les véhicules est situé devant l'ancien bâtiment voyageurs.

## Patrimoine ferroviaire
L'ancien bâtiment voyageurs, fermé, est toujours présent sur le site, sa toiture est refaite en 2016. en 2022 le bâtiment fermé est toujours présent.